# Severino Pavan
Severino Pavan (San Donà di Piave, 25 giugno 1920 – ...) è stato un calciatore italiano, di ruolo centrocampista.

## Carriera
Iniziò la sua carriera nella squadra della sua città, il San Donà. Esordì giovanissimo e con la squadra biancoceleste vinse il campionato di Prima Divisione 1938-1939 approdando alla Serie C. In quel campionato di Serie C 1939-1940 si mise particolarmente in luce tanto che l'annata successiva venne acquistato dalla Triestina a cui approdò assieme a Guerrino Striuli.
Pavan esordì in Serie A il 6 ottobre 1940, nella gara Torino-Triestina vinta dai granata per 2-1.. A differenza di Guerrino Striuli la sua esperienza a Trieste fu breve tanto che in quell'annata giocò unicamente le prime due giornate.